# بلک کارت (کارت لوکس)
کارت لوکس (انگلیسی: Luxury Card) یک شرکت خصوصی خدمات مالی است که متعلق به Black Card LLC است. این شرکت از طریق کارت اعتباری مسترکارت تیتانیوم، مسترکارت بلک و مسترکارت گُلد که توسط مؤسسه مالی بارکلیز صادر می‌شود، به مشتریان کارت اعتباری و برنامه وفاداری ارائه می‌دهد. همچنین این شرکت، مجله ای به نام مجله لوکس را برای مشتریانش به‌صورت دیجیتال و چاپی منتشر می‌کند. این کارت‌ها در ایالات متحده و ژاپن و چین صادر می‌شوند.

## تاریخچه
شرکت کارت لوکس که آن زمان با نام Black Card LLC شناخته می‌شد، نخستین کارت خود را در سال ۲۰۰۸ صادر کرد. این کارت که به بلک کارت معروف بود، یک کارت اعتباری درجه یک به‌عنوان پاداش برای مشتریان با اعتبار بالا صادر شد.
این شرکت نام بلک کارت را با موفقیت در نماد بازرگانی آمریکا ثبت کرد. اما مدتی بعد، امریکن اکسپرس به دادگاه منطقه جنوبی ایالات متحده شکایت کرد که نام این کارت، شباهت بسیاری به نام کارت تولیدی شرکت خودش یعنی Centurion Card دارد که تحت عنوان بلک کارت شناخته می‌شد. این دادگاه حکم داد که استفاده از این نام باید برای این شرکت لغو شود. از سال ۲۰۱۹، این شرکت از نام تجاری دیگری استفاده می‌کند که مجوز دارد.
در سال ۲۰۱۴، Black Card LLC به نام کارت لوکس تغییر نام داد. در سال ۲۰۱۶، این شرکت پیشوند نام بلک کارت را از ویزا به مسترکارت تغییر داد. همچنین کارت‌های دیگری تحت‌عنوان مسترکارت تیتانیوم و مسترکارت گُلد را صادر کرد. این کارت‌ها در سال ۲۰۱۷ در ژاپن و سپس در سال ۲۰۱۸ در چین صادر شدند.

## تولیدات و خدمات
شرکت کارت لوکس سه کارت اعتباری با نام‌های مختلف شامل بلک کارت، تیتانیوم کارت و گُلد کارت ارائه می‌دهد. هر سه این کارت‌ها از کربن و فولاد ضدزنگ و گُلد کارت از طلای ۲۴ عیار ساخته شده‌است. پیشنهاد این شرکت به مشتریانش، تیتانیوم کارت می‌باشد. بلک کارت به‌عنوان کارت پاداش شناخته می‌شود و پیشنهاد دوم این شرکت است. گُلد کارت درجه بالاتر و مخصوص تری نسبت به سایر کارت‌ها دارد.
مزایای هر یک از این کارت‌ها متفاوت است و می‌تواند شامل خدمات و حفاظت ۲۴ ساعته از دارنده کارت و پذیرش جهانی صاحب کارت باشد. از مزایای دیگر این کارت‌ها می‌توان به پاداش نقدی، دسترسی به قسمت درجه یک هواپیما، بیمه مسافرتی برای اشیای داخل چمدان، لغو راحت سفر، پرداخت خسارت خودروهای اجاره‌ای در کشور دیگر و محافظت از شناسنامه دارنده کارت در برابر سرقت باشد.
همچنین این شرکت دارای یک برنامه اختصاصی برای گوشی بوده که دسترسی به خدمات و مزایای این شرکت را آسان‌تر می‌کند.
شرکت کارت لوکس دوبار در سال مجله ای برای اعضایش به نام مجله لوکس به صورت چاپی و دیجیتال منتشر می‌کند. این مجله مقالاتی از قبیل سفر، طراحی، فناوری و مد را پوشش می‌دهد.